# Таблиц, Богуслав
Богуслав Та́блиц (словац. Bohuslav Tablic (Tablicz); 6 сентября 1769, Ческе Брезово, Словакия — 21 января 1832, Костолне Моравце, Словакия) — чешско-словацкий писатель, священник, деятель возрождения словаков-лютеран, подобно тому как Бернолак является деятелем возрождения словаков-католиков. Таблиц учредил в Пресбурге «Общество чешско-словацкой литературы и языка» с целью издавать на понятном народу чешском языке простонародные и школьные книги. Учреждение этого общества было причиной если не процветания словацкой литературы, то появления в пресбургском лицее кафедры словацкого языка, для чего общество собрало большой капитал. Занять кафедру приглашен был Юрай Палкович. Общество скоро распалось, но кафедра продолжала существовать. Молодёжь имела возможность слушать историю своего народа на родном языке. В 1812 г. Таблиц был одним из основателей нового «Литературного общества Горных Городов» (Bergstädte), задававшегося прежней целью; результатом было открытие кафедры словацкого языка и в Банской Штьявнице. Это общество также скоро распалось. Таблиц писал очень много и по различным специальностям. Первое место занимают его «Poesie» (Вацов, 1806—1812). К ним приложены биографии известных словацких деятелей. Его «Slovenšti veršovci» (Вацов, 1805—1809) — отрывки из произведений древних словацких писателей, в то время почти уже позабытых. Перу Таблица принадлежит также много книг для народа, изданных двумя упомянутыми обществами.